# Misztice
Misztice (ukránul: Імстичово [Imszticsovo], szlovákul: Imstice) falu Ukrajnában, Kárpátalján, a Huszti járásban. A település Bilke községhez tartozik.

## Fekvése
Ilosvától keletre, Nagyszőlőstől 28 km-re északkeletre, a Nagyszőlősi-hegység nyugati oldalán, a Borzsa folyó bal partján fekvő település.

## Története
Misztice és környéke már az őskorban lakott volt, határában bronzkori leletek kerültek elő.
15. században a bilkei uradalomhoz tartozott és ekkor birtokosai voltak a Bilkei, az Ilosvay, és a Lipcsei családok.
A 16. században a Kisfalusi és Zékány családok birtoka volt, de birtokosa volt ekkor a Dobra család is, aki 1659-ben nyert nemességet I. Lipót királytól.
Vályi András (1799) szerint: „MISTICZE. Orosz falu Bereg Várm. földes Urai a’ Bazilita Szerzetbéli Atyák, lakosai ó hitűek, határja soványas.”
Fényes Elek leírása 1851-ből: „Misticze Imsticzovo, orosz falu, Bereg vmegyében, közel a mármarosi határszélhez, Munkácshoz 4 mfdnyire: 16 r. kath., 805 g. kath., 10 ref., 16 zsidó lak., Gör. kath. parochia. Basilita kolostor. Erdeje derék; rétje, földe középszerű. F. u. Gorzó, Lipcsey, Zéken, Dobra, Ruzsák, Ilosvay és a basiliták. Ut. p. Huszt.”
1910-ben 1863, többségben ruszin lakosa volt, jelentős magyar
kisebbséggel.
A trianoni békeszerződésig Bereg vármegye Felvidéki járásához tartozott.
1991-ben 2800 lakosa volt.
2020-ig az Ilosvai járáshoz tartozott. A járást a 2020-as ukrajnai közigazgatási reform során megszüntették, a települést a Huszti járáshoz csatolták.

## Nevezetességek
- Bazilita kolostora és a Szent Mihálynak szentelt temploma a Borzsa feletti magaslaton áll.  1676-ban Zékán János görögkatolikus püspök alapította. A kolostort a 18. század második felében egy emelettel bővítették, ekkor alakult ki mai formája. Ma iskola van benne.